# Treehouse of Horror XI
«Treehouse of Horror XI» (с англ. — «Домик на дереве ужасов 11») — первый эпизод двенадцатого сезона мультсериала «Симпсоны». Премьерный показ состоялся 1 ноября 2000 года. Как и всякий хэллоуинский спецвыпуск, он не является «каноническим» и состоит из трёх частей.

## Сюжет

### Заставка
Симпсоны в виде семьи Мунстеров выходят на прогулку, но на них вдруг нападают разъярённые жители Спрингфилда. Они убивают всех, кроме Лизы, и она поспешно уходит.

### G-G-Ghost D-D-Dad
(с англ. — «П-п-папа — п-п-привидение»)
В утреннем гороскопе Гомер Симпсон прочитал, что сегодня он умрёт, а также ему сделают комплимент на работе. Гомер не придаёт этому значения и идёт на работу. По дороге и на работе он несколько раз избегает смерти, комментируя при этом каждый случай: «глупый гороскоп». Придя вечером домой, он за ужином рассказывает о своих приключениях, внезапно давится съеденным брокколи и умирает.
После смерти Гомер попадает на небо к святому Петру. Гомер хочет в рай, но святой Пётр не пускает его туда — ведь тот в своей земной жизни не сделал ни единого доброго дела. Для исправления ситуации святой Пётр дает Гомеру 24 часа на совершение хотя бы одного доброго поступка и отправляет его дух обратно на землю. Там Гомер пытается выполнить поручение, но из-за своей глупости каждый раз делает это безрезультатно. Наконец, за минуту до конца срока, он случайно спасает грудного младенца от неизбежной гибели в ДТП. Уверенный, что это ему зачтётся, он направляется к святому Пётру, но тот отвечает, что не заметил этого, поскольку был занят — раскладывал пасьянс. «Да будь я проклят!» — в сердцах восклицает Гомер и святой Пётр, приняв это за пожелание, отправляет Гомера в ад. В аду Сатана приговаривает Гомера к вечной и невыносимой боли. Гомер вопит от боли, но Сатана велит Гомеру замолчать, чтобы тот не разбудил Джона Уэйна, который уже проснулся.

### Scary Tales Can Come True
(с англ. — «Страшные сказки могут сбываться»)
Эпизод происходит в антураже детских сказок. Симпсоны представлены в виде бедных крестьян, живущих в домике из тыквы. Когда у них заканчивается еда, Гомер со словами «в этом доме дети не будут голодать!» выгоняет Барта и Лизу в лес. Узнав об этом, Мардж отчитывает его и велит привести детей назад — ведь их можно продать или обменять.
Тем временем Барт с Лизой плутают в лесу. Благодаря начитанности Лизы они спасаются от живущего под мостом тролля (выглядящего как Мо Сизлак) и избегают встречи с тремя медведями. Но когда живущая в пряничном домике ведьма предлагает им зайти в гости, они не видят подвоха. В результате Лиза вынуждена работать у ведьмы по дому, а Барта ведьма откармливает на убой. Но когда приходит время зажаривать Барта, в дом ведьмы врывается Гомер и начинает его (дом) есть. Возмущенная этим, ведьма превращает Гомера в чудовище — с метлами вместо рук, с головой рыбы, заячьими ушами и куриной нижней частью тела. Но даже в таком виде Гомер при помощи детей смог убить ведьму, после чего к нему почти возвращается человеческий облик. После этого он с детьми возвращается домой. Теперь им никогда не будет грозить голод — ведь нижняя часть тела у Гомера осталась от курицы и он вопреки своему биологическому виду может нести гигантские яйца.

### The Night of the Dolphin
(с англ. — «Ночь дельфина»)
Лиза Симпсон спасает из океанариума дельфина. Но этот дельфин оказывается не просто дельфином, а императором всех дельфинов. Возмущенный тем, что в неволе его заставляли выполнять различные трюки, он решает начать против людей войну. Дельфины, убив случайного свидетеля (Ленни Леонард), выходят на сушу и на собственных хвостах идут на Спрингфилд. Там они устраивают погромы и убийства. Затем они врываются в мэрию Спрингфилда. Там император дельфинов человеческим голосом заявляет собравшимся людям, что предки людей когда-то изгнали предков дельфинов в океан, и теперь они намерены восстановить справедливость. Гомер призывает людей сражаться и между дельфинами и людьми происходит битва. В этой битве люди проигрывают и вынуждены переселиться в океан.

## Кэнг и Кодос
Традиционные для серий Treehouse of Horror инопланетяне появляются только в эпилоге. Они летят на своём корабле и удивляются, почему их не позвали для участия в серии. Внезапно звонит телефон и представитель компании «Old Navy» предлагает им работу. Кэнг и Кодос не против.

## Культурные отсылки
- Заставка серии — отсылка к американскому ситкому 1960-х годов «Мунстеры»[1].
- Название первой истории — отсылка к фильму «Папа — привидение»[1].
- Сцена с детской коляской — отсылка к фильму «Броненосец «Потёмкин»»[1].
- Вторая история основана на сказке «Гензель и Гретель».
- Название третьей истории и её канва — отсылка к фильму «День дельфина», в котором люди использовали дельфинов в военных целях[1].
- Сцена, в которой дельфин перепрыгивает через волнорез в океан — пародия на фильм «Освободите Вилли»[1].
- Дельфины маршируют на Спрингфилд под стандартный мотив речовки, принятой в армии США.
- Смерть Вилли — отсылка к фильму «Сонная Лощина»[1].
- Когда жители города выходят на улицу, то видят, что везде дельфины. Это отсылка к фильму  Альфреда Хичкока «Птицы»[1].